# 青春派對
《青春派對》（原作名：♂ティンクル²♀アイドル☆スター）是遠山光在1990年12月 - 1993年4月於週刊少年Sunday漫畫週刊（小學館，1991年2・3合併號～1993年16號）上所刊登連載的日本漫畫作品。台灣青文出版社將原作譯名為青春派對，發行全10集的漫畫單行本。

## 概要
在漫畫雜誌週刊少年Sunday連載期間頗獲讀者青睞，小學館出版全10冊的漫畫單行本亦享有人氣，在台灣青文出版社代理出版的譯作也深受好評。
以青春派對的漫畫題材在日本有名少年漫畫雜誌連載兩年餘堪稱長期受到讀者歡迎，在台灣的少年漫畫週刊連載期間亦頗受讀者讚賞，出版全10集漫畫單行本在當時（1990年代上半）可算是了不起的少年漫畫作品。
作者遠山光先生當時之前還有『獵豔小子』（日本講談社發行；台灣大漢出版社翻譯）與『對準槍口』（日本講談社發行；台灣東立出版社翻譯）等著作，算是稍微使用H漫畫受讀者歡迎的老手漫畫家。

## 故事簡介
在演藝圈初次亮相的女明星偶像——姫乃樹 藻。
原搭擋在明星誕生決賽前夕棄權，臨危受邀代替原搭檔參賽的青梅竹馬——藤村 步。
兩人以女性搭擋二重唱——青春派對的身份活躍於演藝圈，接連不斷的通告與其行事作風使得名氣攀升；
以成為最閃亮的明星偶像為目標，演藝圈的成功故事。
後來藤村 步面臨男性的變聲期，開始考慮身為偶像明星的未來發展。
兩人的未來關係將會如何演變?!

## 人物介紹

### 主要人物
- 姫乃樹 藻（姫乃樹 まりも）[3]

女性，1974年（昭和49年）6月生，東京都人，血型B型，三圍是B81 W58 H83。身高:158cm。
為人天真活潑好動好強，愛好唱歌，喜歡收集小飾物，酒量甚微兼酒品不良，熟廚藝，偶爾會應步之請下廚烹飪，相當嚮往演藝生活，志願當歌星，就讀越堀學園演藝科F班。正準備參加平成2年（1990年）6月25日於澀谷公會堂舉辦第24回明星誕生決賽的前3天，原參賽搭擋因自覺不適合當歌星而來電推辭其參賽資格；不願放棄參加決賽的藻，遊說其青梅竹馬的鄰居步男扮女裝幫忙頂替原搭擋共同參加決賽，並於明星誕生決賽中脫穎而出。與經紀「歐亞公司」簽約成為旗下歌手藝人，和步搭擋組成女性二人合唱團體——青春派對，開始在演藝圈闖蕩，引發一連串的趣事妙聞。
劇情最後《閃耀》團體拆夥藻因此單飛成為實力派偶像歌手，之後在事業最高峰時引退，前往北海道與步相遇，並對他說「我只想當屬於你的偶像。」
- 藤村 步（藤村 あゆみ）[4]

男性，1974年（昭和49年）5月18日生，東京都人，金牛座，血型O型。身高:165cm。
美人臉型近女聲，為人沉穩開朗正直熱心，就讀越堀學園普通科C班。與藻是青梅竹馬的鄰居，喜歡馬莉，常致贈小飾物給藻當生日禮物。平成2年（1990年）6月22日，當藻遊說步男扮女裝幫忙頂替其原搭擋，共同參加於澀谷公會堂舉辦第24回明星誕生決賽時，步雖然對演藝圈不感興趣，但感於藻對其男扮女裝的扮像，又覺縱使男扮女裝也不會通過決賽，便答應幫忙藻。不料與藻的搭擋組合，卻在三天後舉辦的第24回明星誕生決賽中脫穎而出。步悔不當初，在藻再度遊說下，基於想幫助藻達成其演藝心願，勉強答應男扮女裝繼續幫忙搭擋，開始共組女性二人合唱團體——青春派對，在演藝圈闖蕩。
劇情最後發現喉嚨聲帶變聲(第二性徵)無法扮演女角與藻搭檔，因而對藻做過分的事後離開《閃耀》團體，之後在北海道的大學就讀，並與藻相遇。

### 家族
- 步的父親

公司員工。
母親僅有背影出現。
- 藤村一二三（ふじむら ひふみ）

步的第弟。
- 藻的父母

「拝見(看)！偶像的記憶」中來賓登場。兩位都是想說什麼就說什麼性格。尚、藻的父親是婿養子(招贅女婿)。
- 藻的祖母

為了見藻和相親從靜岡到東京。得知步的祕密後要帶藻回靜岡相親、之後看到兩人的羈絆便一人獨自回靜岡。

### 事務所
- 木下藤吉(きのした とうきち)[5]

男性，1963年（昭和38年）生，東京都人，在「歐亞」經紀公司任職，閃耀(青春派對)的經紀人。
- 池之端直子（いけのはた なおこ）

「歐亞」經紀公司的見習經紀人。天生笨拙傻氣。見習期間犯下許多錯誤而自我反省後，提出辭呈。
但是隔天以搞笑藝人出道成為「歐亞」經紀公司旗下新人。
- 社長

「歐亞」經紀公司的女性社長。觀察力敏銳、因此有些微感覺到步的秘密。
- 一色遥（いっしき はるか）

閃耀(青春派對)的妹妹。14歳。「歐亞」經紀公司所属。以閃耀的妹妹首次登場，之後被媒體報導出曾經是不良少女的事情。中学畢業後上越堀学園芸能科就學。
- 小田切（おだぎり）

一色遥的經紀人。「歐亞」經紀公司所屬。
- 朝倉翔（あさくら しょう）

演員兼歌手。「歐亞」經紀公司所属。藻的同班同學。從夏威夷回來後被疑似持有大麻的嫌疑逮捕。原超級偶像·松沢玲子的恋人。

### 越堀学園
- 森口紀子(もりぐち ノリコ)[6]

女性，步的高一同班同學，喜歡步。為繼承家業，申請休學並於1991年3月1日出國學習法國料理；出國前數天曾試圖邀約步用餐，後於出國前一天在其父經營之餐廳親自烹飪一套法國料理大餐宴請一同赴約的步與藻。

### 演藝圈
- 後藤()[7]

男性，富士電視台「明星游泳大會」節目製作人，後因其強勢獨斷作風被冷凍。
- 羽賀()

男性，曾負責擔任1991年青春派對新年演唱會的節目導播。
- 原田 邦彦(はらだ くにひこ)[8]

男性，於1983年（昭和58年）出道八年的頂尖偶像，花花公子。
曾打算對藻毛手毛腳。
- 松沢玲子（まつさわ れいこ）

原超級偶像。[G生產]經紀公司所属。和朝倉翔二人在正月時去夏威夷旅、帰国後捲入大麻事件。

### 其他
- 阿部[9]

男性，1976年（昭和51年）生，秋田県的中学二年級生，閃耀(青春派對)的忠實歌迷。畢業旅行去東京之際去見偶像二人組·閃耀，結果剛好沒有活動而撲了空。
後來以為[變裝的步和藻]的同情寫了很像[閃耀]的簽名，感謝兩人的體貼後拿著簽名回去了。之後聽到步和藻在電台廣播節目中說你拿的簽名是真的。
- 小山 明(こやま あきら)

男性，1971年（昭和46年）生，就讀於駒川大學文學部，青春派對親衛隊長。

## 音樂
Twinkling little stars(一閃一閃小星星) （出道曲、1990年8月）
プリーズ・ライト・キッス(微風.月光.吻)（4th單曲、1991年春）
ねえ…（1991年8月）
天使たちに聴かせて(給天使們聽)（1992年初夏）

## 外部連結
遠山光老師的官方Blog （页面存档备份，存于）